# 森名リリー
森名 リリー（もりな リリー、8月7日 - ）は、日本の漫画家。女性。静岡県出身。静岡県在住。血液型B型。デビュー作は『ちよちよ』。

## 作品リスト
全て集英社、りぼんマスコットコミックスCookieから刊行されている。
- ちよちよ[注 1][注 2]（2004年 - 2016年、全6巻）
  1. 2008年4月15日発売[3]、『Cookie』2004年8月号 - 9月号、11月号、2005年1月号 - 3月号、5月号、7月号 - 10月号、12月号、2006年1月号、4月号 - 8月号、11月号、『Cookie BOX』2004年真夏号、2007年新春号、ISBN 978-4-08-856811-9
  2. 2008年7月15日発売[4]、『Cookie』2005年4月号、6月号、11月号、2006年2月号 - 3月号、9月号 - 10月号、12月号、2007年1月号 - 9月号、11月号 - 12月号、2008年1月号、『Cookie BOX』2007年初夏号 - 秋号、ISBN 978-4-08-856829-4
  3. 2009年7月15日発売[5]、『Cookie』2008年2月号 - 2009年6月号、『Cookie BOX』2008年新春号、春号、秋号、2009年春号、ISBN 978-4-08-867002-7
  4. 2011年2月15日発売[6]、『Cookie』2009年7月号 - 2011年2月号、『Cookie BOX』2008年夏号、『ザ マーガレット』2010年10月号、ISBN 978-4-08-867104-8
  5. 2012年12月14日発売[7]、『Cookie』2011年3月号 - 2012年7月号、9月号、2011年10月号別冊ふろく『納涼ホラー劇場』[8]、2012年1月号別冊ふろく『笑納ギャグ劇場』[9]、2012年9月号別冊ふろく『Cookie Horror Show』、『ザ マーガレット』2011年6月号、2012年4月号、ISBN 978-4-08-867241-0
  6. 2017年3月24日発売[10]、『Cookie』2012年8月号、11月号 - 2017年1月号[11]、ISBN 978-4-08-867456-8

### その他
- チャチャ×クッキーギャグ作品 トリビュート4コマ ふーくんmeets薫子[12]（『Cookie』2016年11月号、『赤ずきんチャチャN』4巻収録）

### 単行本未収録作品
- ベア☆ドル（『ザ マーガレット』2018年10月号[13] - 2021年春号[14]）